# Gym Teacher: The Movie
Gym Teacher: The movie (El profe de gimnasia en Hispanoamérica) es una película del 2008 original de Nickelodeon; protagonizada por Christopher Meloni, Nathan Kress, Amy Sedaris y David Alan Grier. 

## Argumento
Dave Stewie (Christopher Meloni) es un entrenador de una escuela de enseñanza media que ve una futura sentencia como una forma de redimirse de su mayor pesar, el fracaso del equipo olímpico estadounidense en los Olímpicos de 1988.  
Mientras tanto, Roland Waffle (Nathan Kress) es un nuevo estudiante transferido quien no sólo no tiene talento deportivo, sino que sufre de traumafobia tan grave, que se ve obligado a ponerse casco en todo momento. Abby Hoffman (Amy Sedaris) es la directora escolar que lleva palo de lucha filipino, que utiliza contra merodeadores nocturnos que asaltan después de la escuela. 

## Producción.
El rodaje tuvo lugar en Vancouver, Columbia Británica, y todas las escenas fueron filmadas en la Templeton Secondary School.

## Reparto
- Nathan Kress como Roland Waffle.
- Christopher Meloni como el entrenador Dave Stewie.
- Amy Sedaris como Abby Hoffman.
- David Alan Grier como Shelly Bragg.
- Chelah Horsdal como Winnie Bleeker.
- Brenna O'Brien como Morgan.
- Avan Jogia como Champ.
- Jordania Becker como Derrick.
- Alexia Fast como Susie Salisbury.
- Ellie Harvie como la Sra. Shoenbourg
- Bruce Jenner como él mismo.
- Chris Kattan como anunciador del canal ESPP.